# KJ・ヌーンズ
KJ・ヌーンズ（KJ Noons、1982年12月7日 - ）は、アメリカ合衆国ハワイ州カイルア・コナ出身の男性ムエタイ選手、プロボクサー総合格闘家。ジ・アリーナ所属。元EliteXC世界ライト級王者。KJ・ヌーンとも表記される。

## 来歴
2002年、Renegades Extreme Fightingのライト級トーナメントで総合格闘技デビュー。
2004年6月18日、プロボクシングデビュー。
2004年11月、アメリカで開催されたPRIDEオーディションに合格し、マット・ヒュームのAMCパンクレイションで練習を始める。PRIDE武士道に出場するためハワイのSuperBrawlでキャリアを積むが、結局条件面で折り合いがつかず、武士道に出場することは無かった。
2005年から2007年にかけて、プロボクシングで5勝1敗（4KO）の成績を残した。EliteXCとはボクシングとの二足の草鞋が可能な契約を結んでいた。
2007年2月10日、初参戦となったEliteXCでチャールズ・"クレイジー・ホース"・ベネットと対戦し、KO負け。
2007年11月10日、初代EliteXC世界ライト級（-73kg）王座決定戦でニック・ディアスと対戦。下馬評ではディアス有利と言われたが、パンチでディアスの左瞼をカットし1R終了時にドクターストップでTKO勝ちを収め王座獲得に成功した。
2008年6月14日、地元ハワイで開催されたEliteXC世界ライト級タイトルマッチでイーブス・エドワーズと対戦し、開始48秒、右ストレートからのパウンドでKO勝ちを収め初防衛に成功した。試合のマイクアピールでは乱入したディアスの挑発によって乱闘騒ぎとなった。
2008年9月19日、ニック・ディアスとのタイトルマッチを拒否したため、EliteXCから王座を剥奪された。
2010年3月22日、DREAM初参戦となったDREAM.13でアンドレ・ジダと対戦し、3-0の判定勝ち。

### Strikeforce
2010年6月16日、Strikeforce初参戦となったStrikeforce: Los Angelesでコナー・ヒューンと対戦し、2-1の判定勝ち。
2010年8月21日、Strikeforce: Houstonでジョルジ・グージェウと対戦し、パウンドでTKO勝ちを収めた。
2010年10月9日、Strikeforce: Diaz vs. Noons 2において世界ウェルター級タイトルマッチでニック・ディアスと再戦し、0-3の判定負けを喫し王座獲得に失敗した。

### UFC
2013年5月25日、UFC初参戦となったUFC 160でライト級ランキング6位のドナルド・セラーニと対戦し、0-3の判定負けを喫した。
2014年4月16日、UFC Fight Night: Bisping vs. Kennedyでサム・スタウトと対戦し、パウンドでKO勝ち。パフォーマンス・オブ・ザ・ナイトを受賞した。
2016年、2連敗でUFCからリリースされた。

## 戦績

### 総合格闘技
| 総合格闘技 戦績 | 総合格闘技 戦績 | 総合格闘技 戦績 | 総合格闘技 戦績 | 総合格闘技 戦績 | 総合格闘技 戦績 | 総合格闘技 戦績 |
| --------------- | --------------- | --------------- | --------------- | --------------- | --------------- | --------------- |
| 23 試合         | (T)KO           | 一本            | 判定            | その他          | 引き分け        | 無効試合        |
| 13 勝           | 9               | 0               | 4               | 0               | 0               | 1               |
| 9 敗            | 1               | 2               | 6               | 0               | 0               | 1               |

| 勝敗 | 対戦相手                                   | 試合結果                             | 大会名                                                                      | 開催年月日     |
| ×    | ジョシュ・バークマン                       | 5分3R終了 判定0-3                    | UFC Fight Night: Hendricks vs. Thompson                                     | 2016年2月6日   |
| ×    | アレックス・オリベイラ                     | 1R 2:51 リアネイキドチョーク         | UFC Fight Night: Condit vs. Alves                                           | 2015年5月30日  |
| －   | ダロン・クルックシャンク                   | 2R 0:25 ノーコンテスト（アイポーク） | The Ultimate Fighter 20 Finale                                              | 2014年12月12日 |
| ○    | サム・スタウト                             | 1R 0:30 KO（右ストレート→パウンド）  | UFC Fight Night: Bisping vs. Kennedy                                        | 2014年4月16日  |
| ○    | ジョージ・ソテロポロス                     | 5分3R終了 判定3-0                    | UFC 166: Velasquez vs. dos Santos 3                                         | 2013年10月19日 |
| ×    | ドナルド・セラーニ                         | 5分3R終了 判定0-3                    | UFC 160: Velasquez vs. Bigfoot 2                                            | 2013年5月25日  |
| ×    | ライアン・クートゥア                       | 5分3R終了 判定1-2                    | Strikeforce: Marquardt vs. Saffiedine                                       | 2013年1月12日  |
| ×    | ジョシュ・トムソン                         | 5分3R終了 判定0-3                    | Strikeforce: Tate vs. Rousey                                                | 2012年3月3日   |
| ○    | ビリー・エヴァンゲリスタ                   | 5分3R終了 判定3-0                    | Strikeforce: Melendez vs. Masvidal                                          | 2011年12月17日 |
| ×    | ホルヘ・マスヴィダル                       | 5分3R終了 判定0-3                    | Strikeforce: Overeem vs. Werdum                                             | 2011年6月18日  |
| ×    | ニック・ディアス                           | 5分5R終了 判定0-3                    | Strikeforce: Diaz vs. Noons 2 【Strikeforce世界ウェルター級タイトルマッチ】 | 2010年10月9日  |
| ○    | ジョルジ・グージェウ                       | 2R 0:19 TKO（パウンド）              | Strikeforce: Houston                                                        | 2010年8月21日  |
| ○    | コナー・ヒューン                           | 5分3R終了 判定2-1                    | Strikeforce: Los Angeles                                                    | 2010年6月16日  |
| ○    | アンドレ・ジダ                             | 2R（10分/5分）終了 判定3-0           | DREAM.13                                                                    | 2010年3月22日  |
| ○    | イーブス・エドワーズ                       | 1R 0:48 TKO（パウンド）              | EliteXC: Return of the King 【EliteXC世界ライト級タイトルマッチ】           | 2008年6月14日  |
| ○    | ニック・ディアス                           | 1R終了時 TKO（ドクターストップ）     | EliteXC: Renegade 【EliteXC世界ライト級王座決定戦】                         | 2007年11月10日 |
| ○    | エドソン・ベルト                           | 3R 0:45 KO（膝蹴り）                 | ShoXC: Elite Challenger Series                                              | 2007年7月27日  |
| ×    | チャールズ・"クレイジー・ホース"・ベネット | 1R 3:43 KO（右フック）               | EliteXC: Destiny                                                            | 2007年2月10日  |
| ○    | ハリス・サリエント                         | 3R 4:37 TKO（パンチ連打）            | Icon Sport: Opposites Attract                                               | 2005年10月28日 |
| ○    | ブライソン・カマカ                         | 1R 1:20 KO（ハイキック）             | SuperBrawl: Icon                                                            | 2005年7月23日  |
| ○    | マリク・ウィリアムス                       | 1R 2:33 TKO（パンチ連打）            | SuperBrawl 39: Destiny                                                      | 2005年4月9日   |
| ×    | バディ・クリントン                         | 1R 0:25 ヒールホールド               | Renegades Extreme Fighting 【ライト級トーナメント 決勝】                    | 2002年10月12日 |
| ○    | ラウル・ゲラ                               | 2R TKO（タオル投入）                 | Renegades Extreme Fighting 【ライト級トーナメント 1回戦】                   | 2002年10月12日 |

### プロボクシング
- 13戦11勝2敗

### キックボクシング
- 4戦3勝1敗

## 獲得タイトル
- 初代EliteXC世界ライト級王座（2007年）

## 表彰
- ケンポーカラテ 黒帯
- UFC パフォーマンス・オブ・ザ・ナイト（1回）
- Strikeforce ファイト・オブ・ザ・イヤー（2010年）